# Corona svedese

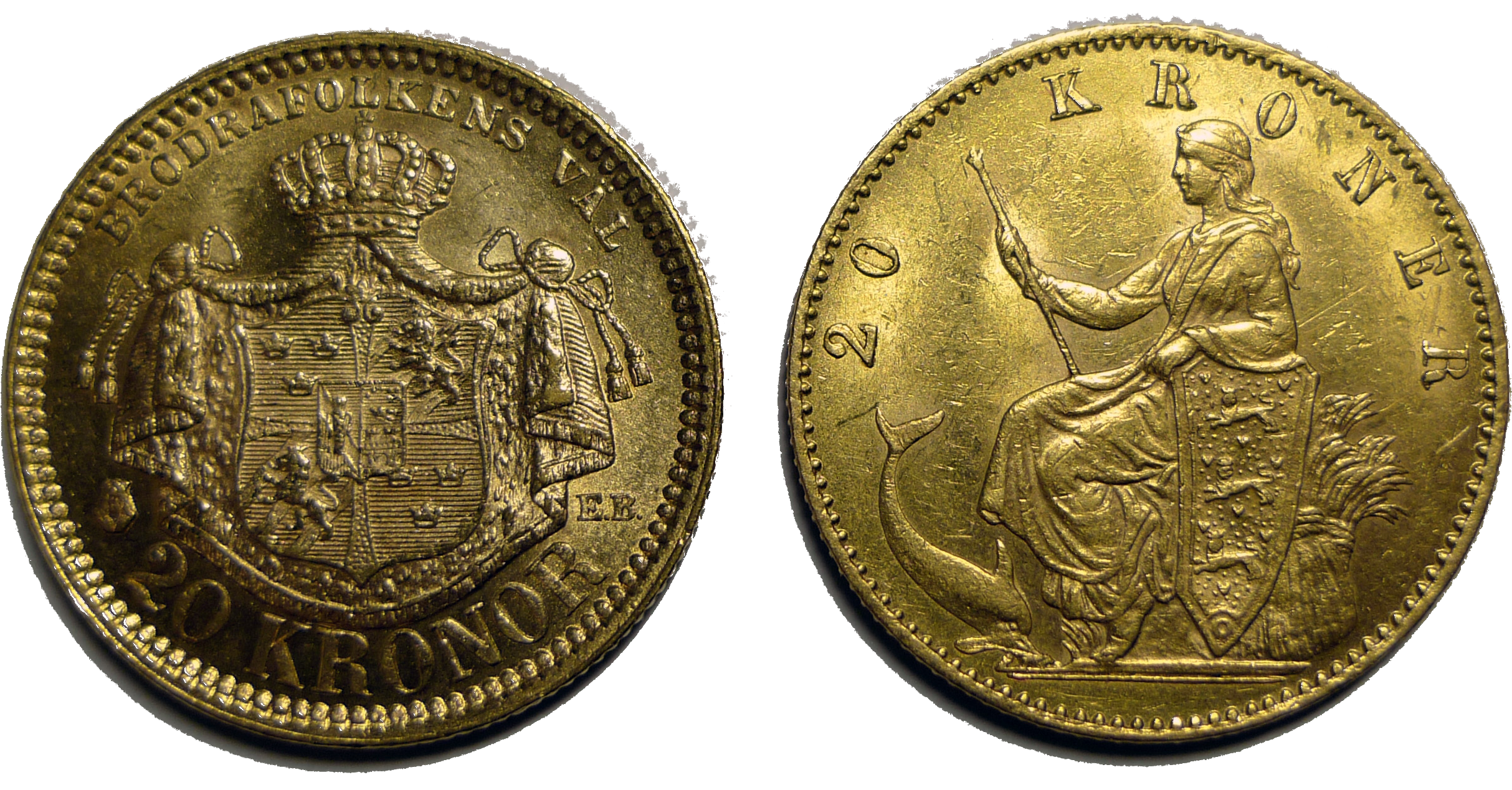
Due monete dorate 20 KR dell'Unione monetaria scandinava, basata su uno standard d'oro.

La corona svedese (in svedese krona, al plurale kronor) è la valuta monetaria utilizzata in Svezia. Una corona svedese è divisa in 100 parti chiamate öre, sia al singolare che al plurale. Il suo codice internazionale ISO 4217 è SEK. La corona svedese non fa parte degli accordi europei di cambio II attualmente in vigore: la Svezia sarebbe comunque tenuta ad adottare l'euro.

## Storia
L'introduzione della corona, che ha rimpiazzato alla pari il riksdaler svedese come valuta nazionale, fu il risultato dell'Unione monetaria scandinava, che entrò in vigore nel 1873 e durò fino alla prima guerra mondiale. Gli stati dell'unione erano i paesi scandinavi, dove il nome era krona in Svezia e krone in Danimarca e Norvegia, che letteralmente significa corona.
Le tre valute seguivano il gold standard ed il valore della krona/krone era definito come 1/2480 di chilogrammo di oro puro.
Dopo lo scioglimento dell'unione monetaria, la Svezia, la Danimarca e la Norvegia decisero di mantenere il nome delle loro monete uguale, anche se distinte tra loro nella valutazione.

## Monete
Per tradizione, la moneta da una krona riporta la testa di un re svedese ed uno degli stemmi svedesi sul rovescio. Sulla moneta è riportato anche il motto del re.
Le monete in circolazione sono:
| Monete   | Monete    | Monete   | Monete   | Monete | Monete                    | Monete               |
| Immagine | Valore    | Diametro | Spessore | Peso   | Composizione              | Anno prima emissione |
| -------- | --------- | -------- | -------- | ------ | ------------------------- | -------------------- |
|          | 1 corona  | 19,5 mm  | 1,79 mm  | 3,6 g  | Acciaio placcato con rame | 2016                 |
|          | 2 corone  | 22,5 mm  | 1,79 mm  | 4,8 g  | Acciaio placcato con rame | 2016                 |
|          | 5 corone  | 23,75 mm | 1,95 mm  | 6,1 g  | Oro nordico               | 2016                 |
|          | 10 corone | 20,5 mm  | 2,9 mm   | 6,6 g  | Oro nordico               | 1991                 |

## Banconote
| Serie attuale | Serie attuale | Serie attuale | Serie attuale | Serie attuale     | Serie attuale    | Serie attuale |             |
| Immagine | Immagine      | Valore        | Dimensioni    | Colore principale | Descrizione      | Descrizione   | Descrizione |
| Fronte | Retro         | Valore        | Dimensioni    | Colore principale | Fronte           | Retro         |             |
| --- | ------------- | ------------- | ------------- | ----------------- | ---------------- | ------------- | ----------- |
| |               | 20 corone     | 120 × 66 mm   | viola             | Astrid Lindgren  | Småland       |             |
| |               | 50 corone     | 126 × 66 mm   | arancione         | Evert Taube      | Bohuslän      |             |
| |               | 100 corone    | 133 × 66 mm   | blu               | Greta Garbo      | Stoccolma     |             |
| |               | 200 corone    | 140 × 66 mm   | verde             | Ingmar Bergman   | Gotland       |             |
| |               | 500 corone    | 147 × 66 mm   | rosso             | Birgit Nilsson   | Scania        |             |
| |               | 1000 corone   | 154 × 66 mm   | marrone           | Dag Hammarskjöld | Lapponia      |             |
| Queste immagini sono scalate a 0,7 pixel per millimetro, uno standard di Wikipedia per le banconote mondiali. Per altre informazioni vedi tabella con le specifiche delle banconote. |               |               |               |                   |                  |               |             |